# توني ليفين
توني ليفين (بالإنجليزية: Tony Levin)‏ هو عازف تشيلو وعازف جاز ومنتج أسطوانات أمريكي، ولد في 6 يونيو 1946 في بوسطن في الولايات المتحدة.

## وصلات خارجية
- الموقع الرسمي
- توني ليفين على موقع IMDb (الإنجليزية)
- توني ليفين على موقع ميوزك برينز (الإنجليزية)
- توني ليفين على موقع إن إن دي بي (الإنجليزية)
- توني ليفين على موقع أول ميوزيك (الإنجليزية)
- توني ليفين على موقع ديسكوغز (الإنجليزية)
- توني ليفين على موقع قاعدة بيانات الفيلم (الإنجليزية)